# Caldiero
Caldiero é uma comuna italiana da região do Vêneto, província de Verona, com cerca de 5.619 habitantes. Estende-se por uma área de 10,42 km², tendo uma densidade populacional de 562 hab/km². Faz fronteira com Belfiore, Colognola ai Colli, Lavagno, San Martino Buon Albergo, Zevio.

## Demografia
| Variação demográfica do município entre 1861 e 2011                               |
|                                                                                   |
| Fonte: Istituto Nazionale di Statistica (ISTAT) - Elaboração gráfica da Wikipedia |